# Stiftung Flucht, Vertreibung, Versöhnung

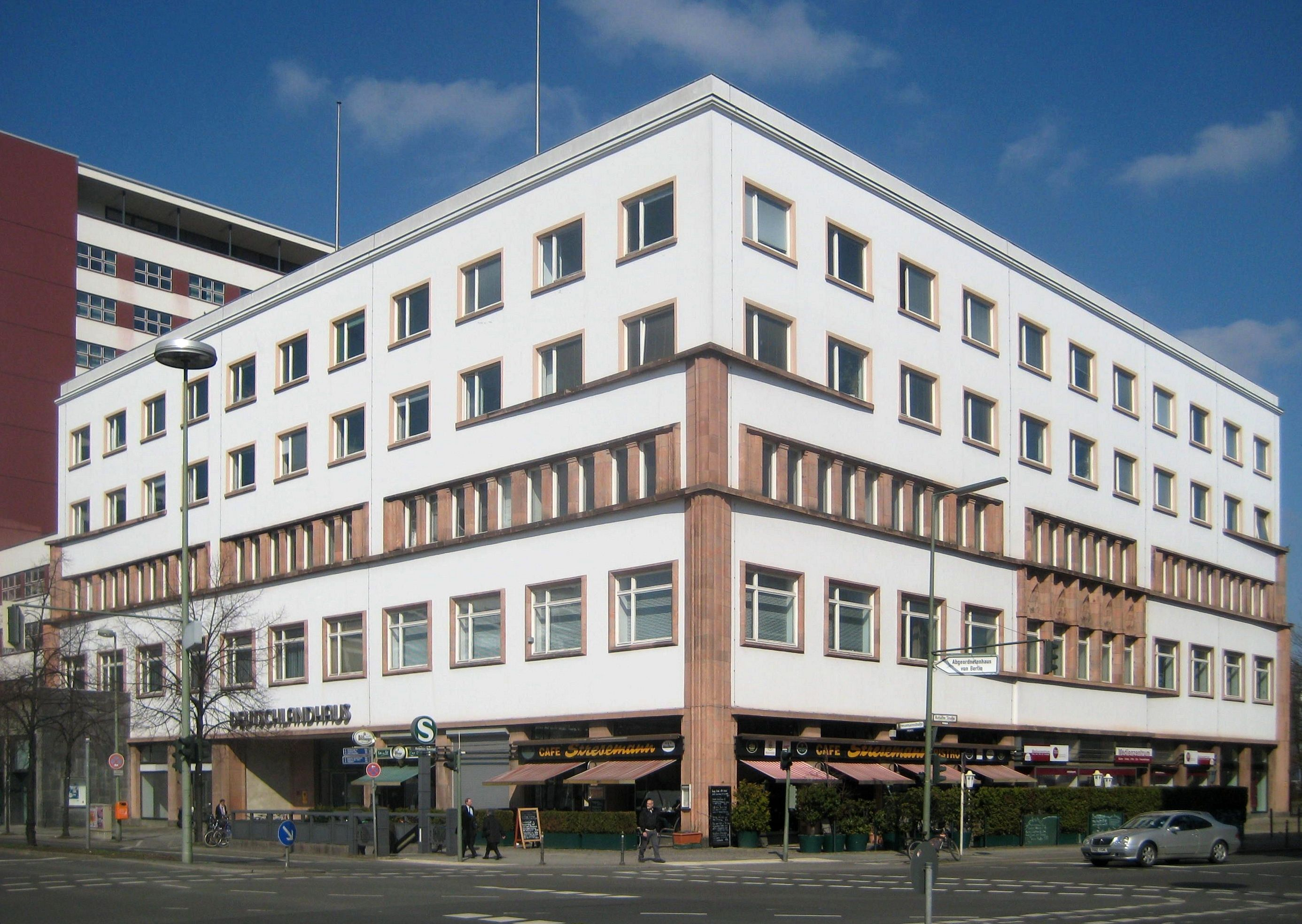
Das Deutschlandhaus in Berlin: Sitz des Dokumentationszentrums der Stiftung Flucht, Vertreibung, Versöhnung

Die Stiftung Flucht, Vertreibung, Versöhnung (SFVV) ist eine Stiftung des öffentlichen Rechts mit Sitz in Berlin, die sich der Erinnerung und dem Gedenken an Flucht und Vertreibung im 20. Jahrhundert in Europa und darüber hinaus widmet. Sie wurde 2008 von der deutschen Bundesregierung ins Leben gerufen.

## Anlass
Im Koalitionsvertrag der Regierungsparteien CDU, CSU und SPD vom November 2005 wurde beschlossen, ein „sichtbares Zeichen“ in Berlin zu setzen, um „an das Unrecht von Vertreibungen zu erinnern und Vertreibung für immer zu ächten“. Zudem enthielt der Vertrag ein Bekenntnis „zur gesellschaftlichen wie historischen Aufarbeitung von Zwangsmigration, Flucht und Vertreibung“.

## Standort
2008 wurde von der Bundesregierung das frühere Deutschlandhaus im Berliner Stadtbezirk Kreuzberg als Standort des künftigen Dokumentationszentrums Flucht, Vertreibung, Versöhnung ausgewählt. Dieses befindet sich im Besitz der Bundesanstalt für Immobilienaufgaben. Der Umbau wurde vom Bundesamt für Bauwesen und Raumordnung betreut. Die Stiftung mietet etwa die Hälfte des Gebäudes.
Nach der Sanierung des bundeseigenen Gebäudes stehen der Öffentlichkeit dort Ausstellungen, eine Bibliothek und ein Zeitzeugenarchiv, Bildung und Vermittlung, Veranstaltungen sowie ein Museumsshop und ein Restaurant zur Verfügung. Die Kosten für den Umbau des Gebäudes von knapp 30 Millionen Euro trug der Bund. Das Gebäude wurde der Stiftung im Frühjahr 2020 als leeres Haus übergeben und anschließend eingerichtet. In Anwesenheit von Bundeskanzlerin Angela Merkel und Staatsministerin Monika Grütters wurde die Einrichtung am 21. Juni 2021 eröffnet; seit dem 23. Juni 2021 ist das Dokumentationszentrum für die Öffentlichkeit zugänglich.

## Rechtsform und Stiftungszweck
Nach dem Gesetz zur Errichtung einer Stiftung „Deutsches Historisches Museum“ (DHMG) wurde am 30. Dezember 2008 die unselbständige Stiftung Flucht, Vertreibung, Versöhnung in Berlin errichtet. Träger ist die Stiftung Deutsches Historisches Museum (§ 15 DHMG).
Zweck der Stiftung ist es gemäß § 16 Abs. 1 DHMG, „im Geiste der Versöhnung die Erinnerung und das Gedenken an Flucht und Vertreibung im 20. Jahrhundert im historischen Kontext des Zweiten Weltkrieges und der nationalsozialistischen Expansions- und Vernichtungspolitik und ihrer Folgen wach zuhalten“.
Gemäß § 16 Abs. 2 DHMG dienen der Erfüllung dieses Zweckes insbesondere:
1. Die Errichtung, Unterhaltung und Weiterentwicklung einer Dauerausstellung zu Flucht und Vertreibung im 20. Jahrhundert, den historischen Hintergründen und Zusammenhängen sowie europäischen Dimensionen und Folgen;
2. Die Erarbeitung von Einzelausstellungen zu speziellen Aspekten der Gesamtthematik;
3. Die Vermittlung von Forschungsergebnissen und wissenschaftlichen Erkenntnissen;
4. Sammlung, Dokumentation und wissenschaftliche Auswertung einschlägiger Unterlagen und Materialien, insbesondere auch von Zeitzeugenberichten;
5. Die Zusammenarbeit mit deutschen und internationalen Museen und Forschungseinrichtungen.

### Organe der Stiftung
Im Verlaufe des Jahres 2009 wurden erstmals ein Stiftungsrat und ein wissenschaftlicher Beraterkreis berufen (§§ 18 ff. DHMG). Der Stiftungsrat bestimmt die Grundzüge des Programms und entscheidet über alle grundsätzlichen Angelegenheiten. Der Beraterkreis berät den Stiftungsrat und den Direktor/die Direktorin entsprechend dem Stiftungszweck in fachlichen Fragen. Gründungsdirektor wurde der Historiker und Politikwissenschaftler Manfred Kittel.
Der Stiftungsrat besteht aus 21 Mitgliedern. Kraft ihres Amtes sind die Präsidenten der Stiftungen Deutsches Historisches Museum (Raphael Gross) und Haus der Geschichte der Bundesrepublik Deutschland (Hans Walter Hütter) Mitglieder des Stiftungsrates. Die übrigen 19 Mitglieder werden zunächst von verschiedenen Institutionen benannt und dann von der Bundesregierung für die Dauer von fünf Jahren bestellt. Die aktuelle Zusammensetzung ist wie folgt:
1. vier Mitglieder für den Deutschen Bundestag (Stephan Mayer, Awet Tesfaiesus, Marianne Schieder, Thomas Hacker)
2. je ein Mitglied für das Auswärtige Amt (Staatsministerin Katja Keul MdB) und das Bundesministerium des Innern (Jörn Thießen) sowie der Leitende Beamte bei der Beauftragten der Bundesregierung für Kultur und Medien Konrad Schmidt-Werthern, (Stiftungsratsvorsitzender),
3. sechs Mitglieder für den Bund der Vertriebenen e. V. (BdV) (Bernd Fabritius, Stephan Grigat, Christian Knauer, Iris Ripsam, Johannes Thießen, Editha Westmann),
4. je zwei Mitglieder für die Evangelische Kirche in Deutschland (Johann Hinrich Claussen, Katja Lembke), die Römisch-katholische Kirche in Deutschland (Reinhard Hauke, Jörg Lüer) und den Zentralrat der Juden in Deutschland (Mark Dainow, Barbara Traub).
5. Mitglieder qua Amt: Hans Walter Hütter, Präsident der Stiftung „Haus der Geschichte der Bundesrepublik Deutschland“, Raphael Gross, Präsident der Stiftung „Deutsches Historisches Museum“ als Trägerstiftung[6]

Durch eine Neufassung des Gesetzes zur Errichtung einer Stiftung Deutsches Historisches Museum (DHMG) vom 14. Juni 2010 wurden sowohl der Stiftungsrat als auch der Wissenschaftliche Beraterkreis vergrößert. Die Mitglieder des neuen, vergrößerten Stiftungsrates wurden am 8. Juli 2010 vom Deutschen Bundestag gewählt. Für einen ihm zustehenden Sitz hatte der BdV vorerst keinen Kandidaten benannt. Die vom BdV dafür vorgesehene Politikerin Erika Steinbach wurde vom Auswärtigen Amt sowie von SPD und FDP u. a. aufgrund von vielfachen Bedenken aus Polen nicht akzeptiert.
Der Wissenschaftliche Beraterkreis wurde durch die Neufassung von neun auf 15 Mitglieder erweitert. Zuvor waren u. a. Kristina Kaiserová aus Tschechien, Tomasz Szarota aus Polen und Krisztián Ungvary aus Ungarn Mitglieder. Szarota zog sich aus dem Gremium zurück, weil der damalige Direktor Kittel nicht die Versöhnung mit Polen in den Vordergrund stelle, sondern die Versöhnung zwischen den Vertriebenen und den anderen Deutschen. Auch Kristina Kaiserová und die Publizistin Helga Hirsch traten als Beiratsmitglieder zurück.
Im Dezember 2014 wurde Manfred Kittel seiner Aufgaben als Direktor der Stiftung entbunden. Als Nachfolger wählte der Stiftungsbeirat im Juni 2015 Winfrid Halder. Daraufhin kündigten Piotr Madajczyk, Krzysztof Ruchniewicz, Michael Schwartz, Stefan Troebst und Michael Wildt an, ihre Mitarbeit im Wissenschaftlichen Beraterkreis zu beenden. Nach Halders Entscheidung, für den Posten nicht mehr zur Verfügung zu stehen, wurde die Stiftung von November 2015 bis April 2016 kommissarisch von Uwe Neumärker geleitet. Seit Februar 2016 ist die Historikerin und Kulturmanagerin Gundula Bavendamm neue Direktorin der Stiftung Flucht, Vertreibung, Versöhnung.
Am 17. Oktober 2016 berief der Stiftungsrat unter Vorsitz von Kulturstaatsministerin Grütters einen neuen wissenschaftlichen Beraterkreis mit 12 Mitgliedern.
Die aktuellen Mitglieder des Wissenschaftlichen Beraterkreises sind Peter Becher, Mathias Beer, Simone Blaschka, Monika Fenn, Mary Fulbrook, Hans-Lukas Kieser, Frank-Lothar Kroll, Stephan Lehnstaedt, Piotr Madajczyk, Ondřej Matějka, Norman Naimark, Jochen Oltmer, Miloš Vec.

## Auseinandersetzungen im In- und Ausland
Über den Standort eines Dokumentationszentrums zu Flucht und Vertreibung gab es mit Regierungsvertretern Polens einen Dissens.
Gegenüber den früheren Stellungnahmen der Brüder Kaczyński nahm der damalige polnische Premierminister Donald Tusk im Dezember 2007 eine aufgeschlossenere Haltung ein. Anstelle einer Institution in Berlin schlug er den Standort Danzig vor, um dort ein Museum des Zweiten Weltkriegs einzurichten. Bisher lehnt die polnische Regierung eine direkte Zusammenarbeit zum Thema Flucht und Vertreibung aber weiterhin ab. Im In- wie Ausland wird kritisiert, dass „die unterschiedslose ‚Empathie‘ für die Opfer [...] jeden Unterschied von Tat und Tätern einebnet“.
Zwei der sechs stellvertretenden BdV-Mitglieder des am 8. Juli 2010 gewählten, vergrößerten Stiftungsrates haben, so Franziska Augstein, „Meinungen geäußert, die Zweifel daran aufkommen lassen, dass sie sich für das Stiftungsziel Versöhnung einsetzen werden“. Arnold Tölg habe sich gegen die Entschädigung ehemaliger Zwangsarbeiter des Nazi-Regimes gewandt und Hartmut Saenger Polen und Großbritannien als maßgebliche Verursacher für den Ausbruch des Zweiten Weltkrieges verantwortlich gemacht. Der die Landsmannschaft Ostpreußen vertretende Rechtsanwalt Stephan Grigat hatte im Jahr 1987 eine Reise nach Ostpreußen als „Reise in besetztes Land“ bezeichnet.
Daraufhin teilte der Generalsekretär des Zentralrats der Juden Stephan Kramer in einem Brief im September 2010 dem damaligen Kulturstaatsminister Bernd Neumann mit, die Mitgliedschaft in der Vertriebenen-Stiftung Flucht, Vertreibung, Versöhnung aus Protest gegen die „revanchistischen Positionen“ der zu stellvertretenden Mitgliedern berufenen Arnold Tölg und Hartmut Saenger bis auf weiteres ruhen zu lassen und sich einen Austritt vorzubehalten.
Am 9. September 2010 veröffentlichten Historiker aus der Deutsch-Tschechischen und Deutsch-Slowakischen Historikerkommission, unterstützt von Historikern aus der Deutsch-Polnischen Schulbuchkommission, einen alternativen Entwurf für die geplante Dauerausstellung der Stiftung Flucht, Vertreibung, Versöhnung. Hintergrund des Vorstoßes war das langjährige Fehlen sowohl eines konkreten Konzeptes für die geplante Dauerausstellung als auch einer öffentlichen Debatte über die inhaltlichen Pläne der Stiftung. Der Entwurf wurde zu einem ersten Impuls für eine wissenschaftliche Diskussion über die geplanten Ausstellungen der Stiftung.
Der Theatermacher Ersan Mondtag übernahm den Auftrag, einen Imagefilm für die Stiftung und deren künftiges Dokumentationszentrum zu machen. Die erst nach Beginn der Arbeit vorgelegten Verträge bezeichnete er als inakzeptabel und künstlerfeindlich. Der Aspekt Rechtsextremismus sollte nach dem Willen der Stiftung ausgespart bleiben. Mondtag spricht von Zensur.

## Tätigkeiten

### Dauerausstellung

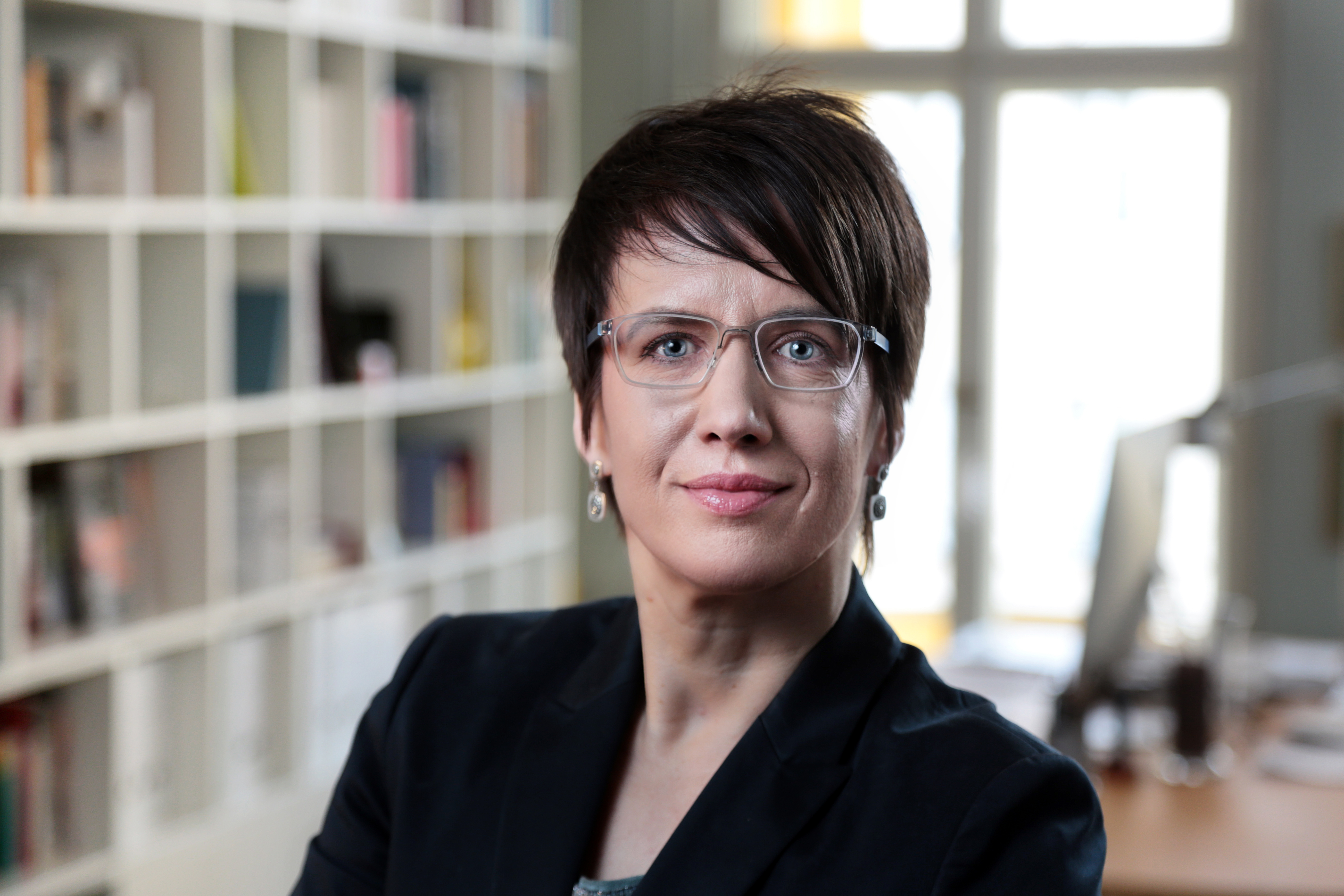
Die Historikerin Gundula Bavendamm leitet seit April 2016 die Stiftung Flucht, Vertreibung, Versöhnung

Im Juni 2017 veröffentlichte die Stiftung mit der neuen Leiterin Gundula Bavendamm ein Konzept für ihre künftige Dauerausstellung. Das Konzept basiert auf der Konzeption von 2012.
Die Dauerausstellung verfolgt eine chronologische Struktur. Sie wird aus drei inhaltlichen Teilen bestehen, die sich über zwei Etagen erstrecken.
Im ersten Obergeschoss bietet der Ausstellungsteil „Das Jahrhundert der Flüchtlinge – Zwangsmigrationen in Europa“ einen Überblick und beleuchtet die Bedeutung des Themas Zwangsmigration für die Geschichte des 20. Jahrhunderts. Theme zu Ursachen werden vertieft und der Bezug zur Gegenwart hergestellt. Auch aktuelle Herausforderungen von Flucht und Vertreibung im 21. Jahrhundert werden aufgegriffen.
Im zweiten Obergeschoss werden die Ausstellungsteile „Flucht und Vertreibung der Deutschen im europäischen Kontext“ (Arbeitstitel) und „Vertriebene und Flüchtlinge in Deutschland seit 1945“ (Arbeitstitel) präsentiert. In diesen beiden Teilen werden im Kontext der Geschichte des Zweiten Weltkriegs und der NS-Expansions-, Besatzungs- und Vernichtungspolitik insbesondere Flucht und Vertreibung der Deutschen sowie ihre anschließende Integration in West- und Ostdeutschland mit Nachwirkungen bis heute präsentiert.
In der Gesamtschau vermittelt die Ausstellung unterschiedliche Erfahrungen, die – global, europäisch und deutsch – Ursachen, Abläufe und Auswirkungen von Vertreibungen zeigen.

### Publikationen der Stiftung
Die Stiftung Flucht, Vertreibung, Versöhnung erarbeitet und plant verschiedene Publikationsformate zum Thema Vertreibung, Flucht und Zwangsmigration:
- Deutsches Historisches Museum, International Association of Museums of History, Stiftung Flucht, Vertreibung, Versöhnung (Hrsg.): Flucht, Vertreibung, Ethnische Säuberung. Eine Herausforderung für Museums- und Ausstellungsarbeit weltweit, Tagungsband zum Neunten Internationalen Symposium der International Association of Museums of History, Berlin 2010.
- Stiftung Flucht, Vertreibung, Versöhnung, Stiftung Denkmal für die ermordeten juden Europas (Hrsg.): „Das war mal unsere Heimat“ – Jüdische Geschichte im preußischen Osten, Begleitband zur internationalen Tagung, Berlin 2013.
- Stiftung Flucht, Vertreibung, Versöhnung, Donauschwäbisches Zentralmuseum Ulm (Hrsg.): Vom „Verschwinden“ der deutschen Minderheit. Ein schwieriges Kapitel in der Geschichte Jugoslawiens 1941–1955, Berlin 2016.

### Wechselausstellungen der Stiftung
- Im Rahmen der 7. Berlin-Biennale für zeitgenössische Kunst präsentierte die Stiftung unter dem Motto Politiken und Kulturen der Erinnerung die ersten 100 Objekte ihrer Sammlung. Diese privaten Erinnerungsstücke von Betroffenen oder ihren Nachkommen, die an Flucht, Vertreibung und Heimatverlust erinnern, wurden bis zum 1. Juli 2012 im Deutschlandhaus gezeigt.[27]
- unter dem Titel Schlaglichter auf die künftige Dauerausstellung der Stiftung Flucht, Vertreibung, Versöhnung zeigte die Stiftung bis 2018 am Bauzaun um das Deutschlandhaus am Anhalter Bahnhof in Berlin eine Open-Air-Ausstellung, die durch großformatige Fotografien mit erläuternden Begleittexten Einblicke in das thematische Spektrum der zukünftigen Dauerausstellung gibt.

## Förderung nach § 96 BVFG
Im Bericht der Bundesregierung zur Arbeit gemäß § 96 BVFG von 2023 lautet es: "Bundesförderung: Die unselbständige Stiftung Flucht, Vertreibung, Versöhnung (SFVV) steht unter der Trägerschaft der Stiftung „Deutsches Historisches Museum“ und wird ausschließlich vom Bund institutionell gefördert. Die Förderung der SFVV betrug 7,781 Mio. Euro (2021) und 8,477 Mio. Euro (2022)."